# Casalgrande
Casalgrande (Càsalgrând in dialetto reggiano) è un comune italiano di 19 010 abitanti della provincia di Reggio Emilia in Emilia-Romagna.
Dopo Reggio Emilia, Correggio e Scandiano, Casalgrande è al 4º posto della provincia reggiana per popolazione, seguito poi al 5º posto da Castellarano e al 6º posto da Guastalla.
Forma assieme alle vicine Sassuolo, Fiorano Modenese e Castellarano il grande distretto industriale delle ceramiche.

## Geografia fisica

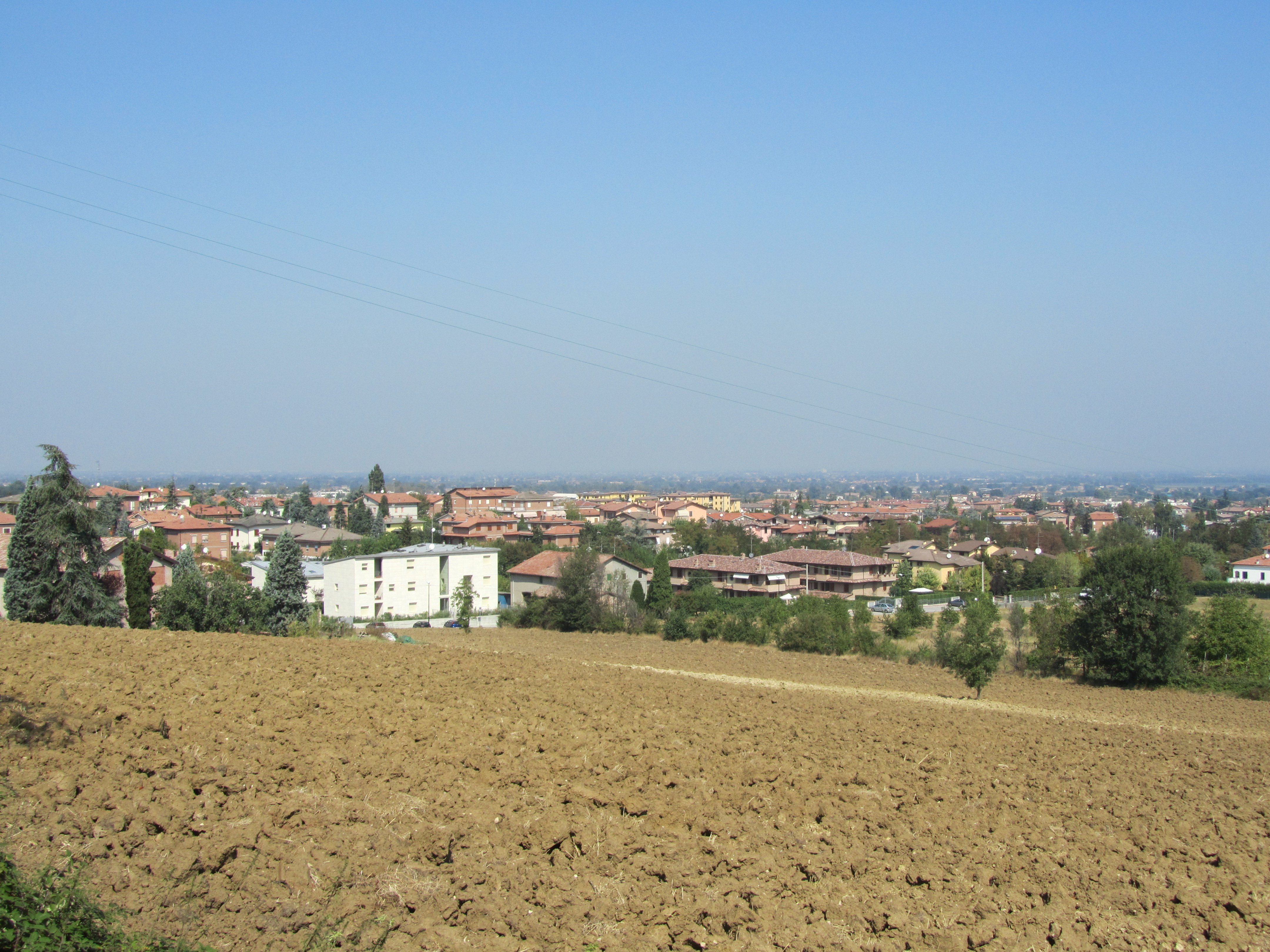
Casalgrande vista dalla campagna

Il comune di Casalgrande è situato nella pedecollina reggiana, sulla sponda sinistra del fiume Secchia, che qui sbocca nella pianura Padana, a 13 km di distanza da Reggio Emilia, 14 km di distanza da Modena, 53 km di distanza da Parma e 51 km di distanza da Bologna. Il territorio comunale è formato, oltre al capoluogo, dalle frazioni di Dinazzano, Salvaterra, San Donnino di Liguria, Sant'Antonino, Veggia e Villalunga, per un totale di 37,73 chilometri quadrati. La stessa Casalgrande è ulteriormente divisa in due borgate, Boglioni, sede comunale e zona residenziale, e Casalgrande Alto, sede della vecchia chiesa storica e dell'antico castello. Ciò dimostra le origini rurali, oramai soffocate dalla pesante industrializzazione, dei paesi che compongono il territorio casalgrandese. Il comune confina a nord con i comuni di Reggio Emilia e Rubiera, ed est con i comuni modenesi di Formigine e Sassuolo, nonché con il capoluogo provinciale. a sud con Castellarano e ad ovest con Scandiano.

## Origini del nome
Le prime notizie storiche su Casalgrande non vanno oltre la seconda metà del X secolo d.C.
La più antica testimonianza riguardante il toponimo Casalgrande risale ad una pergamena del 945 - conservata in originale nell'archivio della cattedrale di Reggio Emilia - con la quale Adelardo, vescovo di Reggio, conferma alla Canonica di Santa Maria di Castellarano la concessione di tutta una serie di beni e diritti tra i quali, per l'appunto, tutte le decime della Villa di Casalgrande, con tutte le sue pertinenze per intero.

## Storia

### Storia antica
I ritrovamenti di terremare, di necropoli nelle zone confinanti fanno supporre che queste terre fossero abitate sin dai tempi preistorici da tribù celtiche.
La presenza della via Statutaria, che si snoda da Veggia fino a San Polo d'Enza costeggiando la zona pedemontana e la cui costruzione sembra risalire ai tempi preistorici, spinge ad avvalorare questa supposizione. È certo invece che la zona alta di Casalgrande fosse abitata al tempo dei romani e lo dimostrano gli interessanti avanzi dell'epoca ritrovati in località Osteria Vecchia durante scavi effettuati nella metà del secolo scorso.

### Medioevo

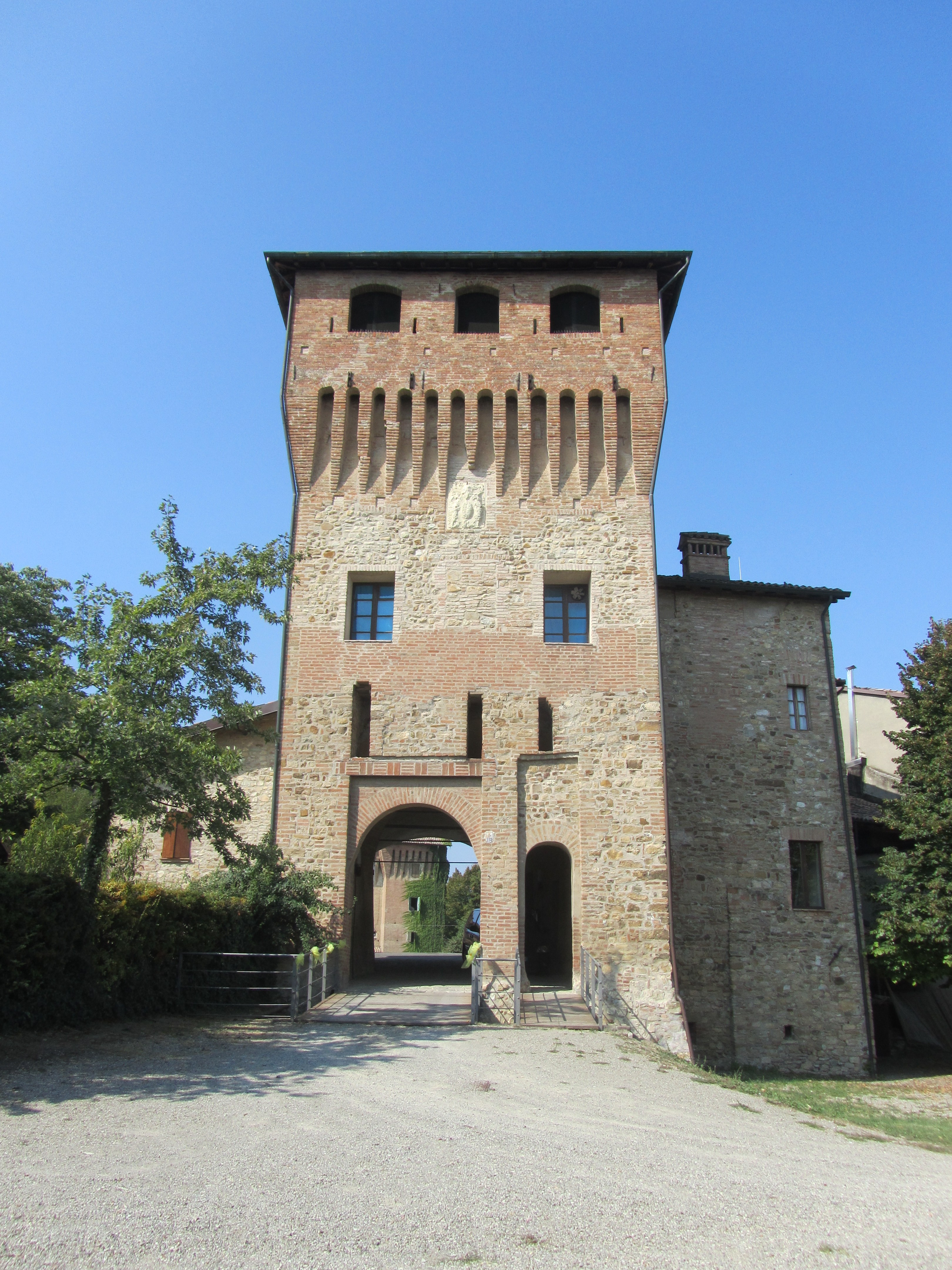
Il castello di Casalgrande.

Nulla è dato sapere del lungo periodo della decadenza e delle invasioni barbariche ma certamente queste terre subirono la stessa sorte del territorio reggiano che S. Ambrogio descrisse tra i più colpiti dalla furia dei barbari.
Con il feudalesimo si cominciano ad avere le prime notizie certe, da cui si apprende che Casalgrande e le zone circonvicine erano soggette al Vescovo, al Comune di Reggio, all'Abbazia di Nonantola e al Monastero di Sant'Alessandro di Parma e che i suoi munitissimi castelli, sorti intorno al Mille, erano oggetto di contesa, come molti altri della zona, tra le potenti famiglie reggiane, le quali, inseritesi nelle lotte tra Papato e Impero, combattevano per avere la supremazia del Comune di Reggio.
Verso la fine del XII secolo la famiglia Fogliani, la più potente tra quelle guelfe, si impose su tutti e cacciati i Malapresi del Gesso e i Sessi fedeli all'Imperatore, fu infeudata dal Vescovo di Reggio Guglielmo Fogliani di tutti i castelli della zona, compresi quelli del Casalgrandese.
Nel XIII secolo, durante il periodo dei Comuni, tra Reggio e Modena scoppiò una violenta guerra per la deviazione delle acque del Secchia. Memorabile fu la giornata di Formigine, combattuta nel 1201 e vinta dai reggiani che penetrarono in territorio nemico, partendo appunto da Casalgrande.

L'oratorio medioevale di San Sebastiano.

Casalgrande rimase comunque sotto i Fogliani fino al 1409 quando Nicolò III d'Este, sconfiggendo i Visconti, Carlo Fogliani e Ottobuono de' Terzi, occupò le terre ponendo fine a quel lungo periodo di lotta che vide alternarsi nelle contrade di Casalgrande le soldatesche dei Gonzaga, degli Scaligeri, dei Visconti e degli Estensi in guerra per il predominio del territorio reggiano. Da questa data fino al 1859 Casalgrande fece parte dei domini estensi, salvo brevi occupazioni domestiche e straniere.
Nel 1413 Niccolò III d'Este diede Casalgrande, Salvaterra e Dinazzano al ferrarese Alberto Della Sala che nel 1423 lo elevò al rango di feudo. Morto Della Sala, Casalgrande entrò a fare parte della Contea di Scandiano sotto Feltrino Boiardo. Governeranno i Boiardo fino al 1560. Buono fu il governo dei Boiardo, durante il quale Casalgrande crebbe di importanza tanto da essere elevato al grado di giudicatura da cui dipendevano Dinazzano e Montebabbio. In questo periodo la zona dovettero subire le invasioni dei francesi e degli spagnoli in lotta per il predominio dell'Italia. Famoso nella storia locale, l'episodio dell'assedio spagnolo e della resa del castello di Casalgrande Alto dopo una strenua difesa nel 1555. Gli spagnoli promisero salva la vita agli assediati che, rimasti senza più munizioni, si arresero e furono impiccati.

### Età moderna

Scorcio di Casalgrande Alto.

Nel 1560 con la morte di Ippolito Bojardi si estingueva la famiglia Bojardi che aveva in Matteo Maria il più illustre rappresentante. Il feudo passò nella Camera Ducale per cinque anni, poi infeudato ai conti Thiene che lo ressero, elevato a marchesato, fino al 1622. Successivamente ricadde nella Camera Ducale per dieci anni, quindi fu tenuto per 11 anni dal marchese Enzo Bentivoglio e dal figlio Cornelio.
Durante il governo dei Thiene e dei Bentivoglio regnò la pace, ma le popolazioni furono provate dalla terribile peste di manzoniana memoria del 1630.
Dopo la rinuncia di Cornelio Bentivoglio il marchesato fu nella Camera Ducale, poi infeudato a principi estensi che lo ressero fino al 1725.
Durante questo periodo dovette subire l'occupazione dei francesi, spagnoli, austriaci e piemontesi in lotta per la successione spagnola, austriaca e polacca.
Nel 1750 il Marchesato passò al genovese Gian Battista Mari che lo resse fino al 1777.
Lo ebbe poi Ercole Rinaldo d'Este sino al 1795 quando Napoleone, occupando l'Italia, decretò l'abolizione dei feudi. Durante l'occupazione francese il comune fece parte del V Cantone del Dipartimento del Crostolo. L'avvento napoleonico suscitò in un primo tempo entusiasmo, al quale subentrarono i timori, le preoccupazioni e infine l'odio per i continui sacrifici imposti dai francesi.
Tali e tanti furono i gravami, la tasse, le estorsioni degli occupanti che la Restaurazione del 1815 fu salutata come una liberazione. Il nuovo duca Francesco IV d'Este non seppe alimentare le simpatie che aveva suscitato la ricostruzione del Ducato, ma fu duro e spietato contro tutti quelli che manifestavano desiderio di rinnovamento come i tempi mutati imponevano. Casalgrande non gli perdonò mai di averla declassata a frazione del comune di Scandiano.
Nonostante la scarsa quantità di documenti che riferiscano del contributo dei Casalgrandesi al Risorgimento italiano fino alla redenzione della propria terra dal dominio ducale, si può affermare che esso fu notevole e valido. Ne fanno fede le numerose notizie fornite e tramandate da padre in figlio a nipote. Il 4 dicembre 1859 il dittatore Luigi Carlo Farini, che reggeva le sorti del governo provvisorio dell'Emilia e Romagna, costituitosi in seguito agli avvenimenti della Seconda guerra d'indipendenza italiana, con un decreto ricostituiva il comune di Casalgrande con annesse frazioni di Salvaterra, San Donnino, Sant'Antonino, Villalunga e Dinazzano. In questo secolo di vita il comune di Casalgrande partecipò ai progressi in campo economico e sociale di pari passo con gli altri centri della zona; per rendersene conto basterebbe confrontare le statistiche di allora con quelle odierne.
Dal 1960 l'industria ha iniziato a prosperare, diventando oggi il primario settore dell'economia del Comune di Casalgrande grazie anche alla presenza di infrastrutture logistiche quali lo scalo merci ferroviario gestito dalla società Dinazzano Po, inaugurato nel 1985.

### Simboli
Lo stemma, in uso fin dalla fondazione del Comune nel 1859, è stato formalmente riconosciuto con DPCM del 16 ottobre 1958.
Vi è raffigurato l'antico castello del paese. 
Sotto lo scudo una lista di rosso con l'iscrizione casalgrande in lettere maiuscole d'argento.
Con DPR del 9 gennaio 1959 è stato concesso al comune un gonfalone costituito da un drappo di colore bianco con una sottile bordatura di verde ma quello attualmente in uso è completamente bianco.

## Monumenti e luoghi d'interesse

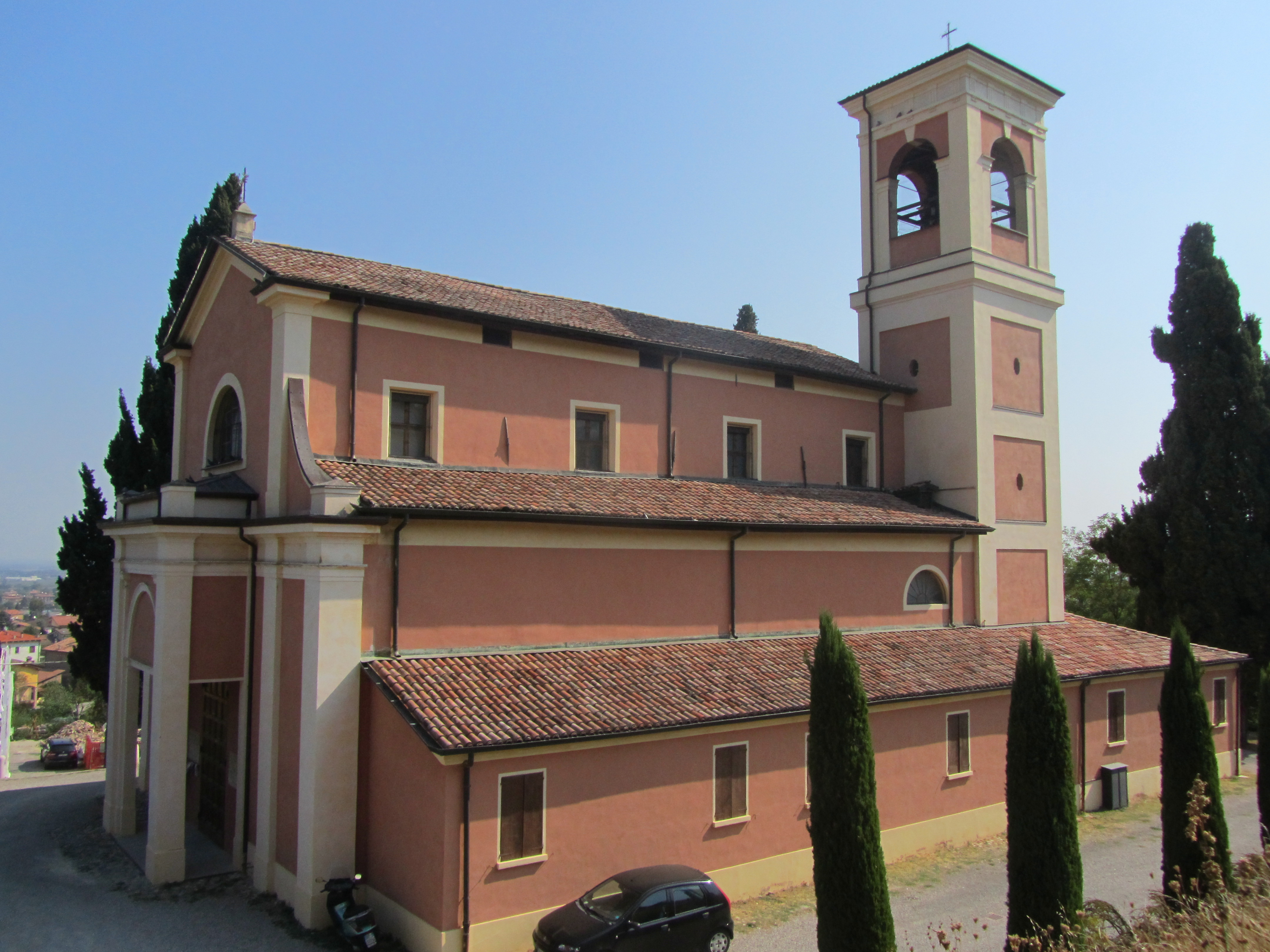
Chiesa di San Bartolomeo

Casalgrande presenta alcuni interessanti monumenti, sebbene la pesante industrializzazione della zona abbia notevolmente danneggiato dal punto di vista paesaggistico il territorio. Presso la frazione di Casalgrande Alto sorge la chiesa seicentesca, dedicata a San Bartolomeo Apostolo e i resti del castello, caratterizzato da un bel torrione.
Tra la viabilità rurale di particolare interesse è la strada denominata Viottolo Peloso, tipico esempio di campagna casalgrandese coltivata a granoturco e medicaio, lungo la quale antiche porcilaie, ormai in disuso, raccontano la storia di un'antica attività perduta ma viva nella memoria dei residenti.

### Architetture civili
- Villa Spalletti Trivelli

### Architetture militari
- Castello di Casalgrande del XIII secolo, in mano per lungo tempo ai Fogliani.
- Castello di Dinazzano del XII secolo, presso la località omonima.

### Architetture religiose
- Chiesa di San Bartolomeo Apostolo, edificata a Casalgrande Alto nella seconda metà del XVII secolo su un fabbricato preesistente.
- Chiesa di San Donnino, edificata a San Donnino di Liguria, fu ristrutturata nel 1724 e nel 1857.
- Chiesa di Sant'Antonino, edificata a Veggia, già attestata nel XIV secolo fu ricostruita nelle forme attuali tra il 1674 ed il 1676.
- Chiesa di Santa Maria Assunta, edificata a Dinazzano all'inizio del XVIII secolo in forme barocche mentre la facciata fu ultimata nel 1773.
- Chiesa del Santissimo Salvatore, edificata a Villalunga, risulta già esistente nel 1180.
- Chiesa del Santissimo Salvatore, edificata a Salvaterra, fu ricostruita nelle forme attuali nel 1668 e restaurata nel 1874.

## Società

### Evoluzione demografica
Abitanti censiti

### Etnie e minoranze straniere
Al 31 dicembre 2017 gli stranieri residenti a Casalgrande sono 1.524, pari al 7,9% della popolazione. Le nazionalità più numerose sono:
- Marocco: 513
- Albania: 197
- Romania: 189
- Cina: 88
- Ghana: 88

## Infrastrutture e trasporti

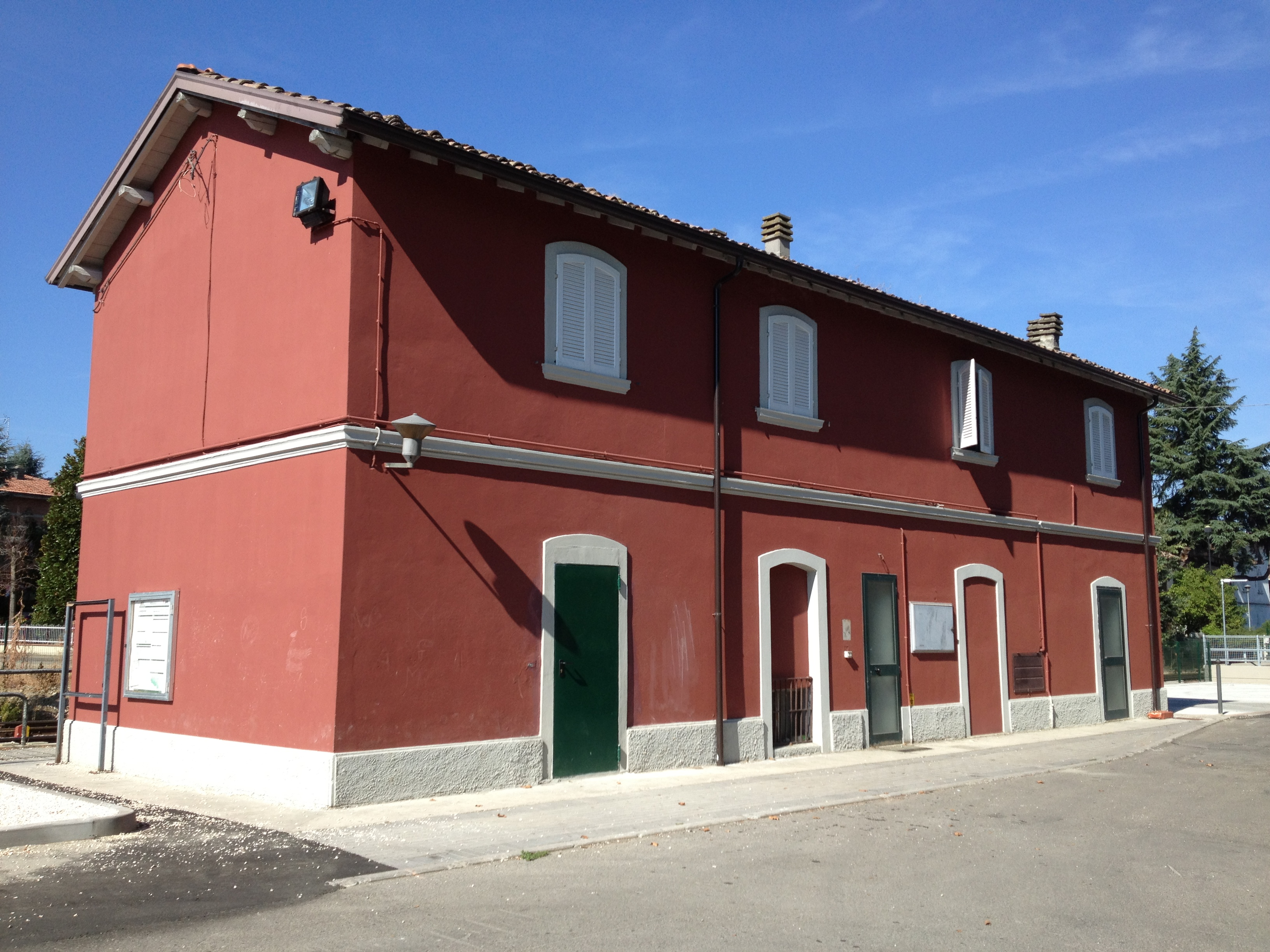
La stazione di Casalgrande.

### Strade
Il territorio comunale è attraversato in senso obliquo ovest-est dalla ex Strada statale 467 di Scandiano, ora sostituita da un moderno sistema di tangenziali progettato per liberare Casalgrande e le frazioni vicine a parte Dinazzano dal pesante e continuo traffico che quotidianamente interessa la strada.

### Ferrovie
Il territorio comunale comprende una stazione ferroviaria e tre fermate sulla ferrovia Reggio Emilia-Sassuolo, gestita da Ferrovie Emilia-Romagna (FER), con corse tra i due capolinea.
L'impianto principale, la stazione di Casalgrande, è a servizio del capoluogo comunale; la stazione di Dinazzano, la stazione di Villalunga e la stazione di Veggia servono le omonime frazioni. A Dinazzano è inoltre presente uno scalo merci.

## Amministrazione
| Periodo           | Periodo        | Primo cittadino    | Partito                                         | Carica  | Note   |
| ----------------- | -------------- | ------------------ | ----------------------------------------------- | ------- | ------ |
| 30 giugno 1945    | 26 agosto 1946 | Umberto Farri      | CLN                                             | Sindaco | [ 10 ] |
| 14 settembre 1946 | 9 giugno 1951  | Nicodemo Corradini |                                                 | Sindaco | [ 10 ] |
| 10 giugno 1951    | 7 giugno 1970  | Gino Ferretti      |                                                 | Sindaco | [ 10 ] |
| 7 giugno 1970     | 18 giugno 1982 | Mario Piccinini    |                                                 | Sindaco | [ 10 ] |
| 20 agosto 1985    | 6 luglio 1990  | Fausto Montipò     | Partito Comunista Italiano                      | Sindaco | [ 11 ] |
| 6 luglio 1990     | 24 aprile 1995 | Giuseppe Bursi     | PCI, PDS                                        | Sindaco | [ 11 ] |
| 24 aprile 1995    | 14 giugno 2004 | Luciano Branchetti | PDS, lista civica                               | Sindaco | [ 11 ] |
| 14 giugno 2004    | 27 maggio 2014 | Andrea Rossi       | lista civica                                    | Sindaco | [ 11 ] |
| 27 maggio 2014    | 9 giugno 2019  | Alberto Vaccari    | PD, lista civica Casalgrande è passione         | Sindaco | [ 11 ] |
| 10 giugno 2019    | in carica      | Giuseppe Daviddi   | lista civica indipendente "Noi per Casalgrande" | Sindaco |        |